# Храм Успения Пресвятой Богородицы в Таболове
Храм Успения Пресвятой Богородицы в Та́болове (Успенская церковь) — белокаменный православный храм на территории бывшей усадьбы в селе Та́болово. Относится к Видновскому благочинию Подольской епархии Русской православной церкви.
Храм построен в 1705—1721 годах по заказу Петра Апраксина, сподвижника Петра I, и сочетает в себе несколько архитектурных направлений, включая нарышкинский стиль (московское барокко) и европейское барокко. Церковь и надвратная колокольня храма являются памятниками архитектуры федерального значения.

## История

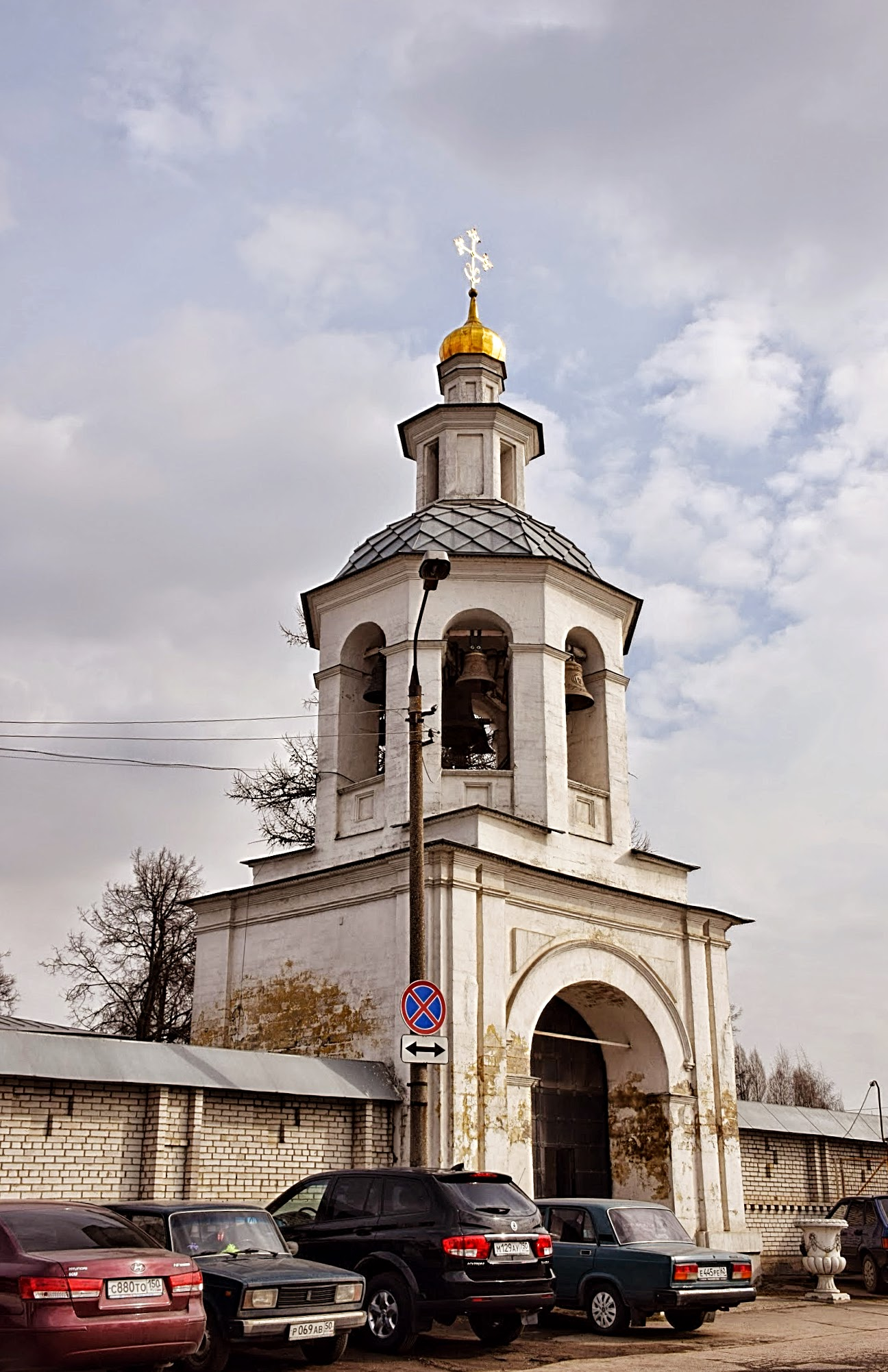
Надвратная колокольня

Согласно писцовым книгам 1627—1628 годов, «при селе Таболово исстари существовала церковь», которая в начале XVII века была упразднена. Продолжало существовать церковное место с церковной пашней.
В конце XVII века боярыня Анна Хитрово, «мамка» (воспитательница) царя Фёдора Алексеевича, владевшая сельцом Таболово, продала его братьям Фёдору и Андрею Апраксиным за 5 тысяч рублей. От них сельцо перешло к их старшему брату Петру Матвеевичу Апраксину (все три брата были сподвижниками Петра I), участнику многих боёв со шведами, который построил нынешний белокаменный храм. В 1705 году по указу Петра I, изданному в соответствии с прошением Петра Апраксина, начал строиться Успенский храм с приделами Архангела Михаила и святых апостолов Петра и Павла. Также Пётр Апраксин просил разрешение на уступку земли из своей вотчины в сельце Таболове, 10 четвертей в поле, сена 10 копен, в пользу священника с причетниками строящейся церкви. В том же году Поместным приказом означенная земля была утверждена к строящейся церкви, и об этом было сообщено Патриаршему казённому приказу. Сельцо Таболово стало селом. Храм строился в течение длительного времени. Длительность строительства, видимо, была связана с тем, что одновременно возводился город Санкт-Петербург, и каменное строительство по всей России было приостановлено. В 1716 году был освящён придел Архангела Михаила. В 1719 году Пётр Апраксин умер, и село унаследовала его вдова графиня Елена Михайловна Апраксина. При ней строительство было завершено, и в 1721 году храм был освящён полностью. Время освящения придела во имя святых Петра и Павла в документах не указано. Построенная церковь имела архитектурную композицию «восьмерик на четверике» с одной апсидой. С трёх сторон церковь была окружена закрытой галереей с папертью, замыкающейся с востока двумя приделами. В пристройке над западной частью паперти находилась лестница, ведущая в ложу. Храм, созданный на рубеже двух эпох, сочетает в себе черты нескольких направлений в русской архитектуре. Планировка XVI—XVII веков органически сочетается с массами «нарышкинского стиля» при трактовке деталей в характере европейского барокко. Помещение храма было рассчитано на сравнительно небольшое число молящихся, что было уместно в усадьбе. Площадь алтаря была невелика, отсутствовали жертвенник и дьяконник. Одновременно с церковью была построена колокольня.
В те годы в селе имелись дворы священника и дьякона, дьячка, пономаря и просвирницы. На 1722 год в новой церкви служили священник Александр Михайлов 65 лет и его дети: дьякон Пётр, дьячек Иван и пономарь Дмитрий. В 1734 году по императорскому указу и по определению Патриаршего казённого приказа с церкви были взяты все пошлины с 1716 года. В 1757 году Елена Апраксина продала село князю Дмитрию Юрьевичу Трубецкому. На 1766 год в церкви служили священник Дмитрий Александров и дьякон Андрей Дмитриев. После смерти Дмитрия Трубецкого его наследник (князь Иван Дмитриевич), согласно купчей, в 1794 году продал село отставному бригадиру екатерининских времен потомственному дворянину Степану Григорьевичу Мельгунову. Мельгунов привез из Италии и установил в алтаре храма «писанную на полотне» копию с картины Питера Пауля Рубенса «Снятие со Креста Господа нашего Иисуса Христа». В 1881 году имение было приобретено купцом первой гильдии Иваном Егоровичем Гавриловым, почётным потомственным гражданином, миллионером и скупщиком земель, награждённым орденами «числом более десяти». Он трудился в комитете просящих милостыню, был присяжным попечителем Московского коммерческого суда, состоял церковным старостой при двух церквях Московского госпиталя, делал регулярные пожертвования в церковь работного дома, жертвовал на украшение церквей и построил часовню. В повести Антона Чехова «Три года» прототипом старого властного купца является именно И. Е. Гаврилов, у которого отец Антона Павловича работал за 40 рублей в месяц. Гаврилов обновил и пристроил ряд служебных построек на церковной земле Успенского храма в 1883 году, произвёл большие пожертвования на храм, в частности, на приобретение ряда икон нового письма. По его инициативе было произведено подробное межевание земли, в документах которого сообщается, что «под церковью и кладбищем 1176 кв. саж.». Под пахотой находилось 11 десятин, 7 десятин были сенокосными, остальная площадь — неудобья и лес.
В Центральном историческом архиве города Москвы сохранилось подробное описание Успенской церкви, которое примерно в 1884 году составил последний (перед закрытием церкви) священник Иосиф Михайлович Веденский:
Церковь белокаменная при старинном имении в 1/2 версте от села, на ровном месте. В основании имеет форму квадрата. Наружные стены гладкие. Под карнизами суть пилястриц с кружками, выточенными из белого камня. Посредине церкви есть поле выделанное из камня, в ребро тройном с отливом от верха вниз. На углах пилястры. Кирпичи из белого камня с камушками. Фонарь на сводах сквозной. На церкви главы 8 граней числом три, из коих одна над главным куполом, две над сводами придельных храмов. Крест на средней главе деревянный, обитый цинком, восьмиконечный, а кресты над придельными храмами железные. На крестах церкви, опускающиеся к главам цепи. Окна внизу, над цоколем, широкие с дугообразными перемычками, а вверху продолговатые, с прямыми перемычками. Всех дверей восемь. Две на западной стороне, из коих одна ведет в трапезу, а другая вглубь главного храма. Четыре боковые, в том числе, две, с южной стороны. Паперти устроены с трех сторон. Внутри церковь в виде квадратной палаты. Алтарь от храма отделяется каменной стеной с тремя пролетами. Два придела. Западный притвор трапезы устроен в виде палаты. Пол плиточный чугунный, везде одинаковый. Иконостас нового устройства четырёхъярусный с колонками, с деревянной на самом поле резьбы изображает орнаменты в византийском стиле. Колокольня основана одновременно с храмом из белого камня шатровидной формы. Все пять колоколов отлиты в настоящем столетии. На одном надпись: «Сей колокол выменен на старый бывший 20 пудов 20 фунтов в село Таболово ко храму Успения Божией матери от усердия помещика Стефана Стефанова Мельгунова старанием священника Георгия Андреева 1825 года мая 10 дня весом 52 пуда». Второй весом 25 пудов 35 фунтов. В иконостасе есть икона старого письма Успения Пресвятой Богородицы фряжского письма. Остальные нового итальянского. В алтаре есть икона, писанная на полотне «Снятие со Креста Господа нашего Иисуса Христа». Эту икону привез из Италии помещик села Таболова Стефан Григорьевич Мельгунов в 1813 г. Икона в деревянной позолоченной раме. Икона Успения Пресвятой Богородицы сохранилась в чистом виде, хотя и существует уже 200 лет.
Путеводитель по Московской губернии 1928 года дополняет это описание: «Окна украшены резными, из белого камня, наличниками». Церковь владела некоторым количеством земли: 37 десятинами, в том числе усадебной — 3 десятины.
О священнослужителях XVIII века известны только имена. Со второй половины XIX века эти сведения расширяются. В 1860-е годы в храме служил священник Сергий Смирнов, который в 1865 году стал благочинным ближайших церквей. В феврале 1877 года за 12-летние служения сряду в должности благочинного по всеподданнейшему докладу кавалерской думы, согласно удостоению Святейшего синода, императором ему был пожалован орден Святой Анны III степени. В 1881 году Святейший синод наградил его также наперсным крестом. После смерти Сергия Смирнова в 1882 году следующим и последним (перед закрытием церкви) священником стал Иосиф Михайлович Веденский. По клировым ведомостям 1916 года Иосиф Введенский был сыном дьякона. Образование он получил во Владимирской духовной семинарии. Приход храма был небольшим. В него входили жители села Таболово, деревень Петровская и Апаринки и посёлка Малое Видное. Всего 64 двора, в которых проживало 384 жителя. В 1913 году Иосиф Веденский за 25-летнюю службу был награждён орденом Святой Анны III степени. В 1915 году он стал благочинным Третьего округа Подольского уезда, а в 1916 году был возведён в сан протоиерея. Ещё до определения на священническое место Иосиф Введенский много лет преподавал в народном Таболовском земском училище. На ниве просвещения он начал служить в 1873 году и беспрерывно продолжал до 1916 года. С 1887 он также стал законоучителем (преподавал Закон Божий) в училище. В 1900—1903 годах Иосиф Веденский состоял членом комиссии приюта для душевнобольных в селе Остров. С 1882 года занимался садоводством, посадил на своей земле уникальный сад. Вырастил единственную в Подмосковье грушу «дюшес», за что получил золотую медаль на сельскохозяйственной выставке.
В советский период священник Иосиф Введенский не был репрессирован, но подвергался притеснениям. В частности, он был выселен из своего дома, который был отдан под школу, в бывшее здании школы, которое требовало капитального ремонта; была попытка отобрать его сад и др. В 1930 году его сад был фактически уничтожен. Основанием для этого послужили проект районной земельной комиссии 1929 года и заключение Моссельпромхоза 1930 года. Несмотря на его неоднократные жалобы и просьбы, никто не защитил 80-летнего священника и его сад. О последних годах жизни Иосифа Веденского ничего не известно. По воспоминаниям старожилов, его дочь преподавала в Таболовской начальной школе. В 1918 году на землях села Таболово был образован совхоз «Гаврилово». Церковь продолжала действовать, но, как и в других церквях России, в 1922 году из неё была изъята ценная утварь. Среди изъятых предметов были две большие серебряные крышки от Евангелия, большой и малый кресты, большая серебряная риза от иконы Николая Угодника и другие предметы. Общий вес изъятых предметов составил 16 фунтов 34 золотника. В 1932 году совхоз «Гаврилово» был передан в ведение Центрального НИИ эпидемиологии и микробиологии Наркомздрава РСФСР. Институт считал, что существование действующей церкви, приход которой в начале 1930-х годов значительно расширился, на его территории недопустимо. Успенский храм в те годы окормлял верующих селений Дыдылдино, Таболово, Малое Таболово, а также деревень Петровская и Апаринки, с общим количеством прихожан до 1700 человек. Институт обратился в Исполком Ленинского райсовета с просьбой о закрытии церкви. Райисполком первоначально не поддержал просьбу института, предложив ему провести антирелигиозную кампанию. В сентябре 1933 года Институт обратился с аналогичным заявлением в Совнарком РСФСР. Кроме предложения о закрытии церкви, были предложены и другие варианты — перенос церкви из села Таболово в Расторгуево (видимо, село Ермолино) или в село Ямонтово. Предлагалось также перенести церковь в село Дыдылдино, хотя руководство Института знало, что церковь в Дыдылдино была закрыта ещё в 1930 году. Совнарком РСФСР направил обращение Института в Мособлисполком, который дважды рассматривал вопрос о закрытии церкви в селе Таболово и принял решение о закрытии. Верующие писали жалобы и ходатайства. В архиве имеется обращение в Комиссию культов Мособлисполкома директора и ученого секретаря Государственных реставрационных мастерских, уведомляющих, что «здание церкви усадьбы Гаврилово-Таболово построено в 1705 году, находится на госохране и передача его в использование Институтом эпидемиологии должна быть оформлена заключением последним договора с ЦГРМ на использование и фиксацию здания». Окончательно вопрос о ликвидации Успенской церкви был решён на заседании президиума ВЦИК СССР 1 октября 1934 года. Постановление было кратким: «постановление Московского облисполкома утвердить, указанную церковь ликвидировать». Деятельность храма была прекращена. Предполагалось использовать здание церкви под клуб, но по неизвестным причинам это намерение не было осуществлено. До середины XX века церковь использовалась как склад, диспетчерская автобазы, водонапорная башня. В 1958 году «здание церкви в запущенном состоянии» получила в аренду у Управления культуры Мособлсовета Центральная студия документальных фильмов. Несмотря на то, что церковь была официально признана памятником архитектуры, подлежащим охране, она использовалась как хранилище документальных фильмов, и её внутренний интерьер был испорчен 13-ю каменными боксами с металлическими дверями, в которых хранились коробки с киноплёнками.
Первая служба в возвращённом верующим храме состоялась 4 ноября 1990 года. В этот день был отслужен «молебен на порожках». Войти в храм из-за кирпичных перегородок было невозможно, и новоназначенный настоятель храма игумен Тихон (Недосекин), ныне епископ Видновский, отслужил молебен с водосвятием на ступенях церковного крыльца. 21 ноября 1990 года в северном приделе во имя Архистратига Михаила в престольный праздник Собора Архистратига Михаила и прочих небесных сил бесплотных состоялась первая после многолетнего перерыва Божественная литургия. В 1992—2003 годах храм являлся подворьем Свято-Екатерининского монастыря. 29 мая 2003 года указом управляющего Московской епархией митрополита Крутицкого и Коломенского Ювеналия (Пояркова) Успенский храм был преобразован в отдельный приход, настоятелем храма и благочинным церквей Видновского округа был назначен священник Михаил Егоров (ныне — протоиерей). При поддержке предприятий и организаций Ленинского района, а также регионального благотворительного фонда «Вольное Дело» были отреставрированы все три придела, в центральном приделе установлен новый резной иконостас, расписан центральный алтарь, внешние стены были украшены мозаикой, благоустроена храмовая территория. Внешние фасады церкви были полностью отреставрированы. Одной из святынь храма стал образ Успения Пресвятой Богородицы, подарок потомков храмоздателей — рода Апраксиных. 10 сентября 2005 года в 300-летний юбилей храма митрополит Ювеналий совершил его великое освящение. В юбилейную дату Успенский храм также посетил губернатор Московской области Б. В. Громов. 4 сентября 2007 года указом митрополита Ювеналия настоятелем Успенского храма назначен помощник благочинного церквей Видновского округа иеромонах Софроний (Горохольский). 2 июня 2013 года состоялось освящение девяти новых колоколов, самый большой из которых весит 2 тонны. Ранее на звоннице храма было 7 колоколов, теперь стало 16. В настоящее время звонница Успенского храма — самая большая в благочинии. Удачно подобранное сочетание бронзы, олова и латуни создаёт особенный звук. В 2014 году были завершены работы по росписи храма.

## Святыни
- Более 30 частиц мощей святых.
- Старинная икона святителя Николая Чудотворца конца XVIII века, в которую вложен ковчежец с частицами мощей святителя Николая, святителя Тихона Московского и праведного Иоанна Русского. Находится в приделе святых апостолов Петра и Павла.
- Старинная икона пророка Илии.
- Старинная икона преподобного Серафима Саровского с частицей мощей.
- Старинный местночтимый чудотворный образ Богородицы «Неупиваемая Чаша» (список), перед которым еженедельно совершаются водосвятные молебны с акафистом. Считается исцеляющим.
- Чтимая икона Богородицы «Знамение» (список). Написана в 1907 году на Афоне в Русском Пантелеимоновом монастыре[2].
- Храмовая икона Успение Пресвятой Богородицы[6][7][9].
- Чтимый образ Богородицы «Всецарица» (список), пожертвованный в храм прихожанами в 2004 году. Перед ним молятся люди, страдающие онкологическими заболеваниями[7].

## Престолы
- Главный алтарь в честь Успения Пресвятой Богородицы
- Левый придел во имя святых апостолов Петра и Павла
- Правый северный придел во имя Архистратига Михаила[6][7]

## Престольные праздники
- Успение Пресвятой Богородицы — 15 (28) августа
- Архангела Михаила — 6 (19) сентября, 8 (21) ноября
- Апостолов Петра и Павла — 29 июня (12 июля)[6]

## Деятельность
Настоятелем храма является иеромонах Софроний (Горохольский). При храме действуют благотворительная столовая, медицинский кабинет, кабинет юридической помощи, патронажная служба, библиотека, православный образовательный клуб детского творчества «Асида» («птица»), клуб особых детей (инвалидов) «Благостыня» (церк.-слав. : «доброта, милосердие»), молодёжная фольклорная группа (православный ансамбль) «Харадрион», образовательный клуб для взрослых «Пажить» («пастбище»), паломническая служба «Пальмовник». С декабря 2003 года храм выпускает альманах «Письмо к твоей душе», который выходит раз в два месяца. По благословению митрополита Ювеналия ежегодно на приз альманаха проводится международный православный литературный конкурс «Благословение».
Социальное служение Успенского храма объединяет работу духовенства храма, воспитанников православного образовательного клуба для взрослых «Пажить» и прихожан прихода. Успенский храм взаимодействует с различными учреждениями социальной защиты и здравоохранения города Видное. Некоторые учреждения, такие как Центр социального обслуживания граждан «Вера» города Видное и взрослое инфекционное отделение Видновской районной клинической больницы, окормляются регулярно. Основными направлениями социального служения прихода является помощь нуждающимся членам прихода, а также помощь ветеранам Великой Отечественной войны, одиноким и больным людям (взрослым и детям) на дому и в стационарных учреждениях. Оказывается помощь людям, попавшим в сложную жизненную ситуацию, в том числе лицам без определённого места жительства. Священнослужители и прихожане храма участвуют в донорских акциях. В рамках ежегодных благотворительных акций Видновского благочиния духовенство Успенского храма посещает людей с ограниченными возможностями и одиноких пенсионеров города Видное. Приход окормляет детские сады № 7 и № 12 и ещё два детских сада города Видное, где еженедельно проводятся занятия с детьми по основам православной культуры, а также родительские собрания с участием духовенства. В большой благотворительной столовой ежедневно с понедельника по пятницу выдаются бесплатные обеды на 60 человек. При Успенском храме действует благотворительный медицинский кабинет, оказывающий один раз в неделю консультативную квалифицированную медицинскую помощь нуждающимся. В среднем в течение года медицинский кабинет посещает около 1000 человек. При храме действует бесплатный юридический кабинет, где консультацию оказывает профессиональный адвокат. Также при храме регулярно действует оборудованный пункт раздачи вещей. Клуб для детей-инвалидов «Благостыня» занимается развитием творческих способностей детей с ограниченными физическими возможностями и особенностями интеллектуального развития. Встречи дневного пребывания проходят 1—2 раза в месяц и включают организацию досуга, занятия по прикладному творчеству, мировой художественной культуре, основам православной культуры, нравственности и др. Православный образовательный клуб детского творчества «Асида», который посещают 60 человек, обеспечивает организацию разностороннего творческого досуга детей из многодетных и малоимущих семей, повышение уровня их образования и общей культуры поведения. Дети изучают катехизис, Священное писание, историю, церковное пение, иконописание. Занятия проходят еженедельно в воскресные дни. Проводятся совместные уроки с детьми-инвалидами клуба «Благостыня». Сотрудники храма, волонтеры и воспитанники детских храмовых клубов ежемесячно посещают на дому 40 человек, не способных самостоятельно передвигаться, приносят им продукты и подарки на Пасху и Рождество. Нуждающиеся направляются в храм по спискам от Центра «Вера». В сотрудничестве с Центром «Вера» работает патронажная служба, которая ежемесячно посещает на дому порядка 40 больных людей и развозит им продукты. За поздними литургиями на Пасху и Рождество поёт детский хор. Духовенство Успенского храма города Видное регулярно проводит встречи с учащимися дошкольных образовательных учреждений под названием «Интересные уроки батюшки». Программа занятий основана на учебных пособиях. Беседы с детьми проходят с письменного согласия родителей. Факультатив, преподаваемый клириками Успенского храма, посещают 230 детей средних и старших групп. Учащиеся детских садов и православных клубов «Асида» и «Благостыня» совместно проводят праздники Рождества и Пасхи. Воспитанники православных клубов организуют для учащихся спектакли и музыкальные концерты.

## Духовенство
- Настоятель храма — иеромонах Софроний (Горохольский)[16]